# 5505 Rundetaarn
5505 Rundetaarn este un asteroid din centura principală de asteroizi.

## Descriere
5505 Rundetaarn este un asteroid din centura principală de asteroizi. A fost descoperit pe 6 noiembrie 1986 la Brorfelde de Poul Jensen. Asteroidul prezintă o orbită caracterizată de o semiaxă mare de 2,87 ua, o excentricitate de 0,14 și o înclinație de 11,0° în raport cu ecliptica.